# Узловое (Краснознаменский район)
Узловое (до 1946 — Раутенберг (нем. Rautenberg)) — посёлок в Краснознаменском муниципальном округе Калининградской области России.

## География
Находится в северо-восточной части Калининградской области, в зоне хвойно-широколиственных лесов, в пределах Шешупе-Инстручской равнины, при реке Серебрянка, у автодороги 27К-187.

### Климат
Климат характеризуется как переходный от морского к умеренно континентальному. Среднегодовая температура воздуха — 8,3 °C. Средняя температура воздуха самого холодного месяца (января) — −0,9 °C; самого тёплого месяца (июля) — 18,5 °C. Годовое количество атмосферных осадков — 883 мм, из которых 586 мм выпадает в период с апреля по октябрь.

## История
Первое упоминание о поселении относится к 1818 году.
19 января 1945 года Раутенберг был взят войсками 3-го Белорусского фронта.
В 1947 году Раутенберг был переименован в посёлок Узловое.
В 1947 году в черту вошли посёлка населённые пункты Камантен и Барашелен.
В период с 2008 по 2016 годы входило в состав Весновского сельского поселения Краснознаменского района, с 2016 по 2022 годы — в состав Краснознаменского городского округа.

## Население
| 1867 | 1885 | 1910 | 1925 | 1933 | 1939 | 2002 |
| ---- | ---- | ---- | ---- | ---- | ---- | ---- |
| 94   | ↗102 | ↗297 | ↘278 | ↗666 | ↘580 | ↘566 |
| 2010 |      |      |      |      |      |      |
| ↘562 |      |      |      |      |      |      |

### Историческая численность населения
В 1925 году численность населения Раутенберга составляла 278 человек, в 1939 году — 580 человек.

## Инфраструктура
Личное подсобное хозяйство с зоной сельскохозяйственного использования, индивидуальная застройка усадебного типа.
Основа экономики — сельское хозяйство.
Детский сад «Родничок», ФАП Узловое, Дом культуры.

## Транспорт
Остановки общественного транспорта «Узловое», «Детский сад».